# Paolo Tura
Paolo Tura (ur. 10 lutego 1971) – sanmaryński łucznik, uczestnik igrzysk olimpijskich w Barcelonie 1992 i Atlancie 1996. 
Za każdym razem nie przeszedł pierwszej rundy, plasując się odpowiednio na 73. i 62. miejscu.